# Русинов, Василий Иванович
Васи́лий Ива́нович Руси́нов (1904—1977) — красноармеец Рабоче-крестьянской Красной Армии, участник Великой Отечественной войны, Герой Советского Союза (1944).

## Биография
Василий Русинов родился 14 января 1904 года в деревне Русиново (ныне — Чердынский район Пермского края). С раннего возраста проживал в Красноярском крае, после окончания четырёх классов школы работал сначала в сельском хозяйстве, затем в торговле. В 1926—1928 годах проходил службу в Рабоче-крестьянской Красной Армии. В январе 1942 года Русинов повторно был призван на службу в армию. С мая того же года — на фронтах Великой Отечественной войны.
К декабрю 1943 года гвардии красноармеец Василий Русинов был заместителем командира отделения 4-го гвардейского батальона инженерных заграждений 1-й гвардейской отдельной инженерной бригады специального назначения 65-й армии Белорусского фронта. Отличился во время освобождения Гомельской области Белорусской ССР. 20-23 декабря 1943 года Русинов в составе отряда минировал возможные проходы для танков в районе деревни Кобылыцина к северо-востоку от Калинковичей. На установленных им минных полях подорвалось в общей сложности 12 танков и бронетранспортёров противника.
Указом Президиума Верховного Совета СССР от 20 июня 1944 года за «образцовое выполнение заданий командования и проявленные мужество и героизм в боях с немецкими захватчиками» гвардии красноармеец Василий Русинов был удостоен высокого звания Героя Советского Союза с вручением ордена Ленина и медали «Золотая Звезда» за номером 3063.
После окончания войны Русинов был демобилизован. Проживал и работал в селе Новосёлово Красноярского края. Умер 4 сентября 1977 года, похоронен в Новосёлово.
Был также награждён орденом Красной Звезды и рядом медалей.
В честь Русинова названы школа и улица в Новосёлово.